# کالینا-رنجنه
کالینا-رنجنه (به لهستانی:  Kalina-Rędziny) یک روستا در لهستان است که در Gmina Miechów واقع شده‌است.
 کالینا-رنجنه  ۲۱۰ نفر جمعیت دارد.